# Rossini in Wildbad

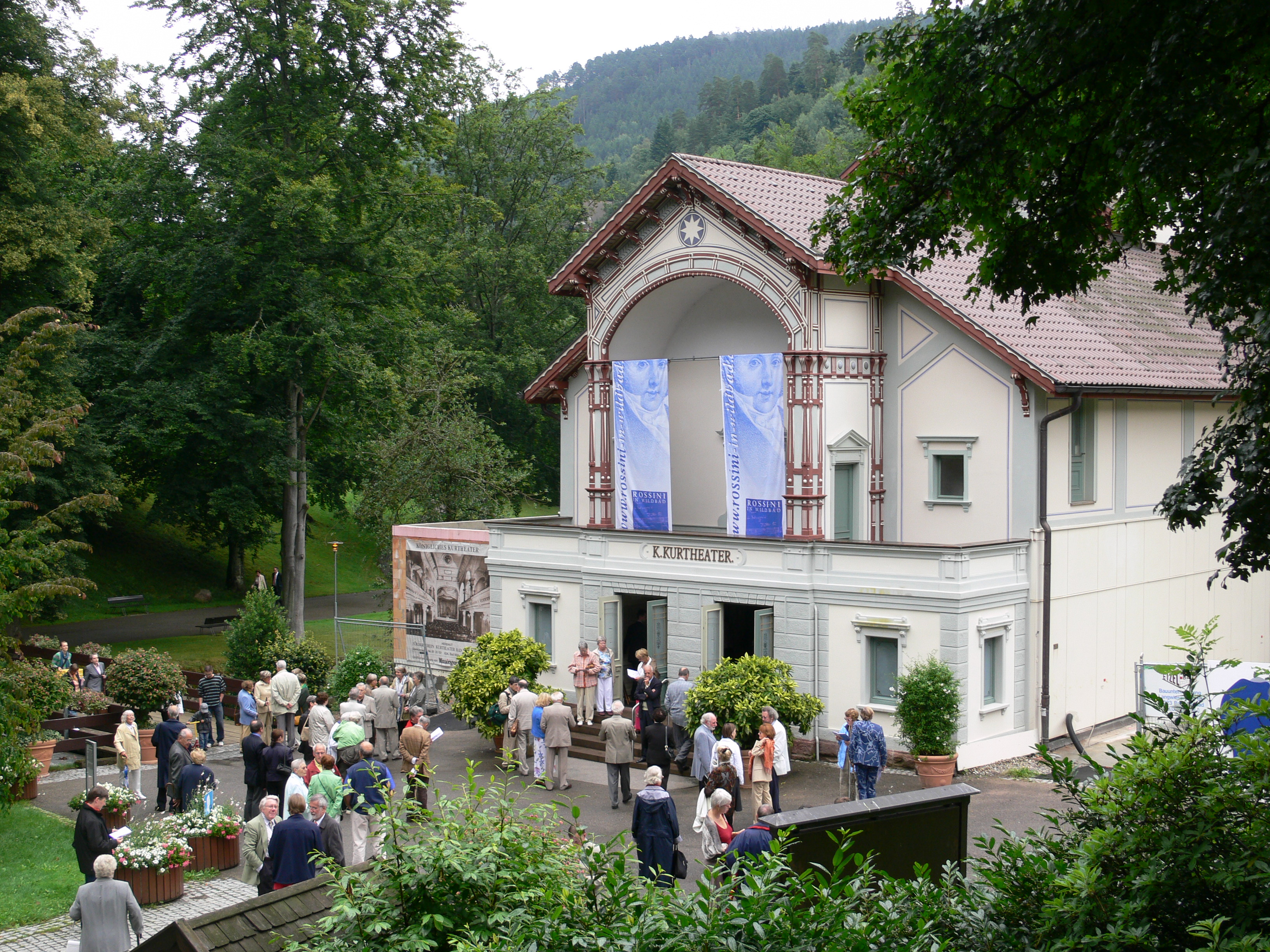
Königliche Kurtheater durante el Rossini in Wildbad de 2008.

Rossini in Wildbad es un festival de ópera bel canto que tiene lugar en Bad Wildbad (Alemania), que se especializa en las óperas menos conocidas del compositor italiano Gioachino Rossini y sus contemporáneos.
El festival conmemora una estancia de Rossini en el balneario de la ciudad en 1856, que aparentemente lo vigorizó lo suficiente como para empezar a componer de nuevo.
El festival fue fundado en 1989 por el director Wilhelm Keitel.